# 古地亞
古地亞（Gudea）是蘇美城邦拉格什的統治者（前2144年至前2124年），他可能不是這個城市出身的，不過他與統治者烏爾巴巴 （Urbaba）的女兒Ninalla結婚，因此成為拉格什的統治者。